# Образователен консултант
Образователният консултант е човек, който предлага помощ и напътствия на ученици, техните родители и институции в сферата на образованието.
Консултантите се делят на образователни консултанти, кариерни консултанти и училищни съветници. Образователните консултанти най-често са на свободна практика (или са част от консултантска компания), докато училищните съветници се назначават на работа, от съответната учебна институция.

## Видовеи консултанти
Докато някои образователни консултанти предлагат всякакви консултации, много тях се концентрират в работата с определен тип ученици или специфичните им нужди. Например едни се фокусират ексклузивно върху подбор и прием в колежи и университети, други върху ученици, търсещи частни училища, а трети върху ученици в затруднено положение. Много консултанти работят с учебни институции, във връзка с учебната им програма. Цените на таксите варират в широк диапазон. Някои консултанти таксуват клиентите си на час, докато други предлагат all inclusive пакети за услугите си. Срещат се също така и sliding scale такси, съобразени с доходите на семейството или дори безплатни консултации (за ученици от семейства с изключително ниски доходи).
Семействата, които възнамеряват да използват услугите на образователен консултант, трябва внимателно да проучат квалификациите и опита на отделните консултанти. Членуването на консултанта в една или повече професионални организации, е свидетелство за неговия професионализъм, тъй като там имат специални изисквания за образованието и опита на членовете си. Често тези организации забраняват на членовете си да приемат комисионна от учебните институции, за записване на ученик. В допълнение към това, е хубаво да се поискат мнения и препоръки от предишни клиенти. Консултантът от своя страна, трябва да е точен и ясен относно таксите и очакванията си, методите на консултиране и образователната си филисофия.
Образователното консултантство като професия, набира значителна скорост през изминалото десетилетие. Тези, които възнамеряват да практикуват тази професия, трябва да започнат от собствените си квалификации и опит. За успешните консултанти е истинско удоволствие да работят с млади хора и техните родители, и за тях е удовлетворяващо да помогнат на учениците, да постигнат целите си. Въпреки че са известни няколко случая на високоплатени консултантски услуги в бранша, бъдещите образователни консултанти трябва да знаят, че от тази професия трудно може да се забогатее, затова и високите доходи трябва да останат на заден план. Също така, поради растящата конкуренция в сферата, бъдещите консултанти трябва да проучат пазара, и да преценят дали си заслужава започването на такъв вид дейност в техния географски район. Те ще трябва да се посветят изцяло на своето професионално развитие, като това включва редовно посещаване на конференции, изложения и училища. Много от образователните институции и организации имат ежегодни изложения, като дори предлагат обучения за консултанти, които са нови в сферата. Съществуват също така няколко колежа и университета, които предлагат обучения за образователни консултанти.

## Етични норми
Като цяло образователните консултанти не са ограничени от някакви специални норми. Въпреки това, много от професионалните организации имат установени правила, които членовете им се задължават да спазват.
Известни са случаи на консултанти, набиращи ученици за учебни институции в чужбина, които пишат приемни есета вместо кандидатите си.